# Neil Winters
Neil Winters est un personnage de fiction du feuilleton télévisé Les Feux de l'amour. Il fut interprété par Kristoff St. John du 14 février 1991 au 26 avril 2019. En France, nous avons 3 ans et 3 mois de retard par rapport à la diffusion américaine.

## Histoire

### Son premier mariage avec Drucilla
Neil et Drucilla se marient en 1993. Lily nait le 26 juin 1995. Le couple divorce en 1998.

### 2emariageavec Drucilla
Drucilla et Neil se remarient le 23 décembre 2003.

### Devon, le fils adoptif
Le 1er juin 2004, on fait la connaissance d'un jeune délinquant, Devon. Drucilla et Neil l'adoptent durant l'année 2004. Devon est le fils de Yolanda, une toxicomane. En 2006, Devon souffre d'une méningite qui lui fait perdre l'ouie. Les Winters essayent de l'aider tant bien que mal, en apprenant le langage des signes notamment, jusque celui commence à recouvrer l'ouie petit à petit. C'est durant cette période que Neil apprend que Lily n'est pas sa fille mais sa nièce parce que son père biologique est son frère Malcolm. Cette nouvelle fait l'effet d'une bombe dans la vie du couple mais ils réussissent à s'en sortir, d'autant plus que Neil considère toujours Lily comme sa fille et vice versa.

### La disparition de Drucilla
Le 6 avril 2007, Drucilla, la femme de Neil disparait tragiquement en tombant d'une falaise en essayant d'aider son amie Sharon Newman lors d'une dispute entre elle et Phyllis Newman. Neil est inconsolable pendant quelque temps et redevient même alcoolique mais il se ressaisit.

### Mariage avec Karen
Sa liaison avec Karen Taylor, une collègue de chez Newman Entreprises va grandement l'aider à passer outre à la disparition de Drucilla. Cependant, Lily et Devon ne l'aiment pas car ils trouvent qu'elle monopolise totalement l'attention de leur père. Finalement, leurs relations se détendent et Neil épouse Karen le 31 décembre 2008, mais le couple divorce 5 mois plus tard, le 14 mai 2009 après qu'il a eu une aventure avec Tyra Hamilton, la tante de Devon, fraîchement arrivée à Genoa avec sa fille Ana. C'est durant cette période qu'il décide de quitter Newman entreprise pour rejoindre les industries Chancellor. Cependant, sa relation avec Tyra tourne court quand elle couche avec Devon. Neil ainsi que Roxanne, la petite amie de Devon sont très déçu de son comportement mais les deux finissent par lui pardonner.

### Sofia, son nouvel amour
Fin 2009, Malcolm revient à Genoa pour soutenir Lily à qui on a diagnostiqué un cancer des ovaires. Tout le monde le pensait mort mais il ne l'était pas. Il annonce à tous qu'il est fiancé avec une femme qui viendra le rejoindre à Genoa plus tard. Cette mystérieuse femme, Sofia Dupre, arrive à Genoa le 20 juillet 2010 (épisodes diffusés en France en février 2014 sur TF1). C'est le bras droit de Tucker McCall, fils caché de Katherine Chancellor et actionnaire principal des industries Chancellor. Dès leur première rencontre, le courant ne passe pas entre elle et Neil. C'est quelques jours après son arrivée qu'il découvre qu'elle est la fiancée de son frère. Finalement, leurs rapports se détendent aussi bien qu'au travail ou qu'en privé. Sofia intègre rapidement la famille et découvre que le mari de Lily, Cane est victime de chantage par un homme qu'elle et Tucker ont embauché, James Collier. Cane lui explique qu'il s'appelle en réalité Blake Joseph et qu'il est l'émissaire des criminels australiens qui lui veulent du mal. Sofia le couvre mais Tucker finit pas découvrir la vérité et les vire tous les deux. Cane révèle la vérité à Lily, qui le met dehors. Sofia révèle aussi la vérité à Malcolm, qui lui en veut de lui avoir caché des choses. Peu après, le 3 février 2011, Cane se fait tirer dessus par Blake et meurt. Malcolm ne cesse de lui reprocher de lui avoir caché ce qu'elle savait sur Blake car selon lui s'il avait su, personne ne serait mort. Ils finissent alors par annuler leurs fiançailles. Depuis quelque temps, Neil et Sofia sont attirés l'un par l'autre et alors qu'elle est venue lui rendre visite, il la remercie pour tout ce qu'elle a fait pour protéger la famille, lui avoue ses sentiments et ils finissent par coucher ensemble le 23 février. Juste après, Malcolm pardonne tout à Sofia parce qu'il l'aime et lui demande à nouveau de l'épouser. Elle accepte. Ils se marient le 13 avril 2011 (épisodes diffusés en France début octobre 2014 sur TF1).
Parallèlement, Neil aide les enfants Newman à gagner le procès qu'ils ont intenté à leur père en témoignant en leur faveur.
Après sa lune de miel, Sofia découvre qu'elle est enceinte mais craint que le père de son bébé soit Neil. Quand ils apprennent la nouvelle, Malcolm est fou de joie alors que Neil est très perturbé, d'autant plus qu'il flirte avec l'avocate des enfants Newman, Leslie Michaelson. Il demande à Sofia de faire un test de paternité mais celle-ci refuse, convaincue que le père est Malcolm. Malheureusement, Olivia, la sœur de Drucilla, découvre qu'ils ont couché ensemble. Médecin, elle réussit à estimer la date où a été conçu le bébé entre le 22 et le 24 février en se référant au calendrier menstruel de Sofia. Il est alors quasi certain que Neil est le père du bébé, mais elles décident de mentir sur la date de conception de façon à faire croire que seul malcolm peut être le père. Cependant, Sofia, prise par la culpabilité, décide de dire toute la vérité à son mari en juillet 2011. Malcolm pète un plomb, il n'en revient pas et part en claquant la porte. Quelques instants plus tard, Neil lui rend visite. Elle lui dit qu'elle a dit la vérité à Malcolm et qu'il est possible qu'il soit le père du bébé. Quand Malcolm revient, il se rue sur Neil prêt à le frapper. Neil et Sofia le tentent de le calmer mais rien n'y fait, il ne peut qu'être en colère. Le schéma avec Drucilla et Lily se répète. Quelques jours plus tard a lieu l'anniversaire de Lily. Celle-ci sent des tensions entre Malcolm et Sofia. Elle veut savoir ce qu'il se passe et avec Neil, ils lui disent tout.

### La vérité sur Devon et la naissance de Moses
En septembre 2011, Olivia revient pour faire l'échographie de Sofia et lui donner les résultats de sa prise de sang qui permettra de déterminer le nom du père du bébé. Sofia en parle uniquement à Malcolm pour que seul lui vienne. Cependant, Olivia le dit à Neil en pensant qu'il savait déjà. Alors plus tard, quand les deux frères se croisent sur le terrain de basket à l'Athlétic Club, ils se cherchent et finissent par se battre. Puis tous les deux se rendent à l'échographie et apprennent avec Olivia et Sofia qu'elle attend un garçon. Quant à sa prise de sang, elle n'est pas concluante : son taux d'anticorps n'a pas augmenté donc impossible de connaître l'identité du père du bébé jusqu'à sa naissance. En octobre 2011, Tucker assigne Katherine au tribunal pour récupérer Jabot. Elle demande à Jack, qu'elle a mis à la tête de Jabot, de témoigner en sa faveur mais celui-ci refuse en prétextant qu'il ne veut pas faire partie de leurs querelles familiales. En réalité, il va témoigner pour Tucker parce que celui-ci lui a promis qu'il lui revendra Jabot s'il gagne. Quand la séance est sur le point de commencer, Jack arrive et s'assoit auprès de Tucker & Sofia. Katherine est bouche bée, elle n'en revient pas qu'il ait pu la trahir. Le juge statue finalement pour Tucker et annule la vente de Jabot aux industries Chancellor après que Jack lui ait dit qu'il aurait pu acheter l'entreprise beaucoup plus chère que Katherine l'a payé. Après que la sentence ait été prononcée, Katherine confronte Jack et lui dit qu'elle est très déçue de lui. À la fin de la séance, elle fait un AVC. Neil est alors très énervé contre Sofia, qu'il rend complice de tout ça. En allant à l'hôpital pour voir sa mère, Tucker entend une conversation entre Jill et l'avocat de Katherine à propos du fait que Katherine ait mis Devon sur son testament. Tucker confronte Jill et lui demande pourquoi elle le traite comme un membre de sa famille. Et c'est là qu'il comprend que Devon est en fait son fils, que Katherine l'a retrouvé et ne l'a dit ni à lui ni à Devon. Il en parle tout de suite à Sofia et celle-ci le dit à Neil. Neil confronte Katherine et lui dit qu'il est très déçu d'elle. Malcolm parle de Devon et Tucker à Phyllis et celle-ci s'empresse d'écrire un article sur eux, ce qui fait que la nouvelle se répand de manière instantanée. Yolanda, la mère de Devon ancienne toxicomane, revient à Genoa après avoir vu l'article afin de donner des explications à son fils. Neil a l'occasion de discuter avec elle. Elle prétend avoir changé, se fait même appelé Harmony désormais en référence à sa nouvelle vie mais Neil n'y croit pas une seconde. Le 11 octobre 2011 (épisode diffusé en France le 3 mars 2015 sur TF1), Neil rend visite une nouvelle fois à Katherine et lui remet sa démission en lui disant qu'ils ne sont plus amis désormais. En sortant de sa chambre, il voit Malcolm et Sofia, qui est sur le point d'accoucher. Elle accouche d'un garçon, accompagnée de Malcolm et de Neil, qu'elle prénomme Moses en hommage à son père décédé. Le 14 octobre, Neil & Malcolm reviennent à l'hôpital pour connaître les résultats du test. Ceux-ci indiquent que Neil est le père de Moses. Malcolm s'en va immédiatement sans dire un mot pendant que Neil signe le certificat de naissance de son fils. Il revient plus tard dans la journée et annonce à Sofia qu'il veut divorcer tout en lui présentant les papiers. Elle les signe à contrecœur et lui reproche de fuir à chaque problème. Malcolm quitte la ville après avoir fait ses adieux uniquement à Phyllis. Quant à Neil, il propose à Sofia de venir vivre chez lui avec leur fils. Elle accepte. Le divorce de Sofia et Malcolm est le prononcé le 24 octobre 2011 (épisodes diffusés en France en mars 2015 sur TF1). Ensuite, Neil et Sofia planifient le baptême de Moses pour le 16 novembre et nomment Tucker et Olivia parrain et marraine et le jour même, il propose à Sofia de l'épouser pour élever Moses ensemble. Sofia est un peu hésitante au début parce que Neil veut se marier par convenance mais étant amoureuse de lui, elle accepte et ils annoncent au reste de la famille à Thanksgiving.

### Le mariage avec Sofia
Le 15 décembre, Neil et Sofia se marient juste devant Cane & Lily. Ce jour-là, Devon a rendez-vous avec un grand producteur de musique, ce qui fait qu'il ne va pas au mariage. Cependant, il déchante quand il s'aperçoit le producteur en question est Tucker. Il refuse alors son offre mais lui dit qu'il acceptera ses conseils s'il en a besoin avant d'aller au mariage. Pendant ce temps, la cérémonie s'achève et Neil s'en va sans prévenir personne, laissant Sofia seule accueillir Tucker & Devon. En fait, il se rend au studio de Devon mais s'aperçoit qu'il n'est pas là. C'est alors qu'il rencontre Harmony et ils arrivent à avoir une discussion calme. Elle lui fait comprendre que sa place est auprès de sa femme et son fils. Quand il daigne à rentrer chez lui, Sofia est furieuse et lui demande s'il veut annuler le mariage. Il s'excuse mais lui fait comprendre qu'il veut rester marier avec elle pour Moses. Cependant, plus les semaines passent, plus il se rapproche d'Harmony. Il est content de voir qu'elle a décidé d'arrêter totalement de se droguer pour Devon. Le soir de Noel, Katherine fait venir Ana pour faire une surprise à Devon & Harmony, qui ne l'a pas vu depuis petite.
Après le Nouvel An, Sofia revoit la vidéo de son mariage avec Neil et constate qu'il ne semblait pas très heureux. Elle confie alors à Tucker qu'elle est amoureuse de lui et qu'il n'a pas l'air de partager ses sentiments. Elle lui confie notamment que depuis qu'ils se sont mariés, ils n'ont jamais fait l'amour. Tucker lui conseille alors de tout lui avouer. Peu après avoir produit la chanson d'une jeune artiste, Angelina Veneziano, Devon avoue à sa mère, avec qui il s'est rapproché, qu'il y a certains sons qu'il n'entend pas avec son implant. Elle décide alors de l'aider en secret et en parle à Tucker. Celui-ci parvient alors à prendre rendez-vous pour lui avec un grand spécialiste en la matière. Katherine demande à Neil de reprendre son poste aux Industries Chancellor mais il refuse. Néanmoins, Sofia lui conseille de reconsidérer son offre. Peu après, Geneviève lui propose de devenir le DRH de Beauté de la Nature. Cane & Lily se remarient pour la Saint-Valentin. Katherine organise une cérémonie surprise pour eux en Provence et paie leurs billets ainsi que ceux de tous les invités. Cependant, Geneviève assiste à la cérémonie de loin et Jill la voit. Elle le dit à Neil et plus tard, il décline l'offre de Geneviève.
Harmony découvre ensuite que l'entreprise de Tucker donne des fonds à plusieurs recherches scientifiques, dont l'une concernant un implant qui permettrait de retrouver une parfaite ouïe. Elle en parle à Tucker qui propose alors à Devon de participer au projet. Celui-ci refuse catégoriquement mais Neil & Harmony le convainc de donner une chance à son père de l'aider. Ainsi, il obtient un rendez-vous avec un spécialiste à Dallas. Il demande à Neil & Harmony de l'accompagner. Tucker est alors vexé. Il confie à Ashley qu'il aimerait être aux côtés de son fils pour le soutenir, comme tout bon père. Alors peu avant son départ, il demande à Devon d'accepter qu'il l'accompagne car il a besoin d'être là pour s'assurer que tout va bien. Il accepte. Pendant leur séjour à Dallas, Tucker remarque aussi un rapprochement entre Neil & Harmony. Il la confronte et l'accuse de tourner autour Neil, ce qui la met en colère. Il lui dit que peu importe ses intentions, il ne la laissera pas détruire le mariage de Neil & Sofia et faire du mal à Sofia, son amie de longue date, par la même occasion. L'opération de Devon est un succès : avec les implants qu'il porte à chaque oreille, il retrouve une ouïe complète. Cependant, les implants nécessitent un certain temps pour fonctionner correctement, ce qui fait qu'il devient temporairement sourd. Il demande alors à Tucker de l'aider à éditer ses chansons, et notamment une nouvelle qu'il a écrite pour Angelina.

### L'attirance pour Harmony
Peu après, Tucker et Sofia se disputent violemment. Neil soutient alors sa femme, ce qui la ravi et lui fait peur à la fois car il s'avère que leur dispute est fausse, servant de prétexte afin que Sofia puisse infiltrer Beauté de la Nature pour lui, et elle craint la réaction de Neil s'il le découvrait. Ils font une nouvelle fois semblant de se disputer devant Victoria, à ce moment-là PDG de Beauté de la Nature, et Tucker la vire. Elle demande alors à Victoria de l'engager mais elle refuse. Neil assiste à la dispute et à la discussion avec Victoria de loin et après que Victoria soit parti, il annonce à Sofia qu'il vient d'accepter l'offre de Katherine, réalisant avec ce qu'elle a fait pour Ana et Harmony qu'elle n'était pas si égoïste que ça. Aussi, il lui propose de travailler pour les industries Chancellor et donc Sofia est contrainte de lui dire que tout était faux car le but de Tucker était de prendre Beauté de la Nature à Geneviève. Il est alors très déçu et s'en va. Il passe la soirée au studio de Devon avec Cane, Lily et Harmony pour écouter la chanson d'Angelina. Ils dansent un slow et après le départ de Cane & Lily, ils s'embrassent. Le lendemain, Sofia constate le rapprochement entre son mari et Harmony. Elle la confronte puis réserve une suite avec Neil avec qui elle fait l'amour. Plus tard dans la journée, Neil rejoint Harmony chez Katherine. Ils s'avouent leurs sentiments mais s'engagent à ne pas se rapprocher pour le bien-être de tous. Quelques jours plus tard, Neil admet à Sofia qu'il a des sentiments pour Harmony. Elle en a le cœur brisé. Le soir même, Ashley surprend Tucker et Harmony au lit.

### Sa relation avec Leslie
Neil entame une relation avec l'avocate Leslie. Noël 2013, il l'a demande en mariage. Elle accepte. En mars 2014, elle lui dit qu'elle n'est pas prête pour se marier et lui rend sa bague de fiançailles. Ce sera la fin de leur relation. Peu de temps après, il se met en couple avec Hilary Curtis, qui pendant un moment ne cessait de harceler les Winters et ils finissent par se marier.

### Son mariage avec Hilary
Peu de temps après avoir entamé une relation avec Hilary, Neil la demande en mariage. Celle-ci accepte. Ils se marient dans le parc Chancellor. Très vite, Hilary et Devon se rapprochent secrètement. Un jour, ils décident de dire la vérité à Neil et de vivre enfin leur amour au grand jour. Malheureusement, ce même jour, Neil s'électrocute gravement dans la nouvelle maison qu'il a acheté secrètement pour Hilary et lui. Cane et Hilary retrouvent Neil inanimé sur le sol.

### Mort de Neil
En avril 2019, Devon a découvert que Neil était mort dans son sommeil d’un accident vasculaire cérébral.